# USS Decatur (DDG-73)
USS Decatur (DDG-73) — двадцять третій ескадрений міноносець КРО типу «Арлі Берк». Збудований на корабельні Bath Iron Works. Спущений на воду 8 листопада 1996 року. Введений в експлуатацію 29 серпня 1998 року. Отримав назву на честь колишнього військово-морського офіцера Стівена Декейтера молодшого. Приписаний до військово-морської бази в Сан-Дієго, штат Каліфорнія. 

## Будівництво
Корабель став 13-м кораблем даного класу, який був побудований на корабельні суднобудівельної компанії Bath Iron Works, розташованої на річці Кеннебек в Баті, штат Мен.
Контракт на його будівництво уклали 19 січня 1993 року. Будівництво було розпочато 11 січня 1996 року. 8 листопада 1996 відбулася церемонія хрещення. Хрещеною матір'ю стала Joan E. Shalikashvili (Джоан Е. Шалікашвілі), дружина голови Об'єднаного комітету начальників штабів. Через сильний вітер спуск на воду відбувся 10 листопада. 29 серпня 1998 року в Портленді, штат Орегон, відбулася церемонія введення в експлуатацію. 4 вересня 1998 року прибув порт приписки Сан-Дієго, штат Каліфорнія.

## Бойова служба
22 серпня 2003 року залишив порт приписки Сан-Дієго для запланованого розгортання в складі експедиційної ударної групи універсального десантного корабля USS «Peleliu» (LHA 5), в рамках підтримки операцій «Iraqi Freedom» та «Enduring Freedom».
У квітні 2013 року Декейтер був відправлений до Західного Тихого океану поблизу Корейського півострова, щоб приєднатися до двох інших есмінців, Дж. С. Маккейна та Фіцджеральда, у відповідь на зростаючі загрози та посилення воюючих заяв та дій керівництва Північної Кореї. Як демонстрація сили і в рамках навчань, США відправили в регіон бомбардувальники та інші літальні апарати (включаючи стелс-бомбардувальник B-2, здатний носити звичайну або ядерну зброю), і Південна Корея, і США пообіцяли енергійно захищати себе.
6 травня 2016 року прибув з чотириденним візитом в Йокосука, Японія. 17 травня прибув з триденним візитом в Пусан, Південна Корея. Спільно з USS «Momsen» (DDG 92) ВМС США взяв участь в двосторонніх навчаннях з військово-морськими силами Республіки Корея, які проходили з 20 по 22 і 25 травня біля узбережжя Корейського півострова. 7 жовтня прибув з чотириденним візитом в Гонконг. 21 жовтня пройшов поблизу Парасельских островів, на які претендує КНР.
30 вересня 2018 року Декейтер і китайський есмінець Ланьчжоу були причетні до майже зіткнення, коли два кораблі зайшли в межах 50 ярдів один від одного в Південно-Китайському морі. ВМС США звинуватили Ланьчжоу в тому, що він діяв "в небезпечному та непрофесійному маневрі в околицях рифу Гевена ".
7 жовтня 2018 року під час патрулювання в водах на південь від Шрі-Ланки доглядачі бачили рибальське судно з рибалками на борту, які відчайдушно розмахували ганчірками в повітрі. Двоє з рибалок були доставлені на борт Decatur. Рибалки заявили, що їх судно зазнало проблеми з двигуном і не змогло повернутися на берег. Команда Decatur запропонувала надати медичну та допомогу в буксуванні, але рибалки попросили судно зв'язатися з владою Шрі-Ланки. Декейтер надав їжу і воду рибалкам, поки вони чекали прибуття шрі-ланкійської офшорного патрульного корабля SLNS Jayesagara (P 601), який прибув в понеділок і відбуксирував застрягле судно назад в порт.